# Ação retardadora
A acção retardadora é uma operação pela qual uma unidade sob pressão do inimigo troca o mínimo de espaço pelo máximo de tempo, infligindo ao inimigo o máximo de danos sem, contudo, se deixar empenhar decisivamente em combate. Este conceito, que consta num regulamento já com alguns anos, continua válido tal como o foi no passado mais longínquo. Actualmente, é o tipo de acção característico das forças em primeiro escalão na defesa móvel, das forças de cobertura e outras forças de segurança.

## O planeamento
Uma acção retardadora pode ser realizada numa única posição, em posições sucessivas, em posições alternadas ou através de uma combinação dos dois últimos métodos. A escolha do método de actuação depende da relação entre as forças disponíveis e a frente de actuação, das possibilidades do inimigo e do tempo ou grau de retardamento necessário. Seja qual for o método adoptado, a força de retardamento deve manter o contacto com o inimigo para o obrigar a desenvolver as forças, a efectuar reconhecimentos, a manobrar e a realizar quaisquer outras acções que o obriguem a perder tempo. As forças de retardamento devem oferecer resistência suficiente para evitar acções de infiltração e para obrigar o inimigo a concentrar-se a fim de lançar ataques coordenados. esta concentração torna-o mais vulnerável às acções de fogo.
Embora a execução da acção retardadora seja descentralizada, o planeamento e controlo são centralizados. Assim, os comandantes subordinados, embora dispondo de grande liberdade de acção, têm a sua acção restringida por especificações impostas pelo comando superior:
- Localização geral da posição inicial de retardamento;

- Área onde se vai realizar o retardamento;

- Prazo de retardamento;

- Acção futura prevista;

- Limitação ou medidas de controlo de diversa ordem impostas à operação.

Numa acção retardadora, as forças podem ser distribuídas por três escalões: forças de segurança, forças de retardamento e reservas. As forças de segurança são empregues à frente da posição de retardamento, estabelecem o contacto com o inimigo e retardam a sua progressão para a posição inicial. A força de retardamento constitui a força principal deste tipo de operação e deve dispor de um bom apoio de fogos (artilharia e/ou aéreo) que lhe permitam bater o inimigo às maiores distâncias. Desta forma provoca sobre a força inimiga o maior desgaste. As reservas são sempre uma força pequena pois a missão, neste tipo de operações não é manter o terreno mas retardar o inimigo. São utilizadas em contra-ataques para ajudarem a desempenhar as forças de retardamento.

## Retardamento em posições sucessivas e em posições alternadas
No caso de ser utilizada a modalidade de posições sucessivas, a força de retardamento defende cada posição até ao momento em que, a continuar, corre o risco de um envolvimento que lhe corta a linha de retirada para a posição seguinte ou de uma acção com empenhamento decisivo, situações que poriam em causa a continuidade da operação. A força de retardamento deve, assim, efectuar uma rotura de combate a tempo de evitar as situações apontadas. O grosso das forças retira directamente para a posição de retardamento seguinte e deixa na posição que então ocupava um conjunto de forças que vão manter o contacto com o inimigo, retiram combatendo e, para além do máximo emprego de fogos, executam destruições e acções ofensivas com a finalidade de desgastarem e retardarem o inimigo. Assim que o inimigo fica ao alcance das armas das forças já instaladas na nova posição de retardamento, estas começam a batê-lo com os seus fogos e apoiam a recolha das forças que tinham sido deixadas em contacto. As forças de reserva recebem missões de acordo com as ameaças: podem executar acções de segurança, efectuar contra-ataques, organizar posições de retardamento à retaguarda, apoiar pelo fogo uma força que está a romper o combate.
Numa situação em que se opta por posições alternadas, a força de retardamento é dividida em dois escalões. Um escalão ocupa a posição inicial de retardamento enquanto o outro ocupa e organiza a segunda posição. As unidades que ocupam a posição inicial retardam o inimigo, primeiro na posição, depois durante a retirada, entre a posição inicial e a imediata. Ao atingirem a segunda posição, são recolhidos pelas forças que a ocupam ou contornam-na - dependendo das possibilidades que o terreno oferece - e seguem para ocupar uma terceira posição. este processo repete-se alternando cada um dos escalões no contacto com o inimigo.
Esta última modalidade de retardamento tem a vantagem de oferecer mais tempo para a organização das posições e de proporcionar períodos de maior repouso às tropas mas envolve mais risco pois são frequentes as situações de passagem de linha para a retaguarda em que o conjunto das forças, sobrepostas, se torna mais vulnerável, especialmente aos fogos.

## Exemplo de acção retardadora
Durante a retirada de Massena, no decorrer da Terceira invasão francesa de Portugal, a guarda de retaguarda sob o comando do General Ney executou uma acção retardadora que permitiu ao grosso das forças manterem-se em retirada. Tratou-se de uma acção retardadora em que foram utilizadas posições sucessivas.